# Ahmad Jamal
Ahmad Jamal (Frederick Russell Jones) (Pittsburgh, 2 de julho de 1930 – 16 de abril de 2023) foi um pianista de jazz norte-americano.
Jamal era um dos pianistas favoritos de Miles Davis e influenciou bastante o seu trabalho First Great Quintet (com John Coltrane, Red Garland, Paul Chambers e Philly Joe Jones).
Em 2017, recebeu o Prêmio Grammy de Contribuição em Vida.

## Morte
Jamal morreu em 16 de abril de 2023, aos 92 anos.

## Discografia
- 1951 - Ahmad's Blues (1951)
- 1958 - Live At The Pershing & The Spotlight Club
- 1960 - Happy Moods
- 1962 - Cross Country Tour 1958-1961
- 1963 - Poinciana
- 1965 - Extensions
- 1970 - The Awakening
- 1971 - Freeflight
- 1973 - '73
- 1974 - Jamalca
- 1980 - Night Song
- 1980 - Live At Bubba's
- 1981 - Ahmad Jamal & Gary Burton In Concert
- 1985 - Digital Works
- 1985 - Live At The Montreal Jazz Festival
- 1986 - Rossiter Road
- 1987 - Crystal
- 1989 - Pittsburgh 1989
- 1993 - Live in Paris 1992
- 1993 - Chicago Revisited - Live At Joe Segal's Jazz Showcase
- 1995 - I remember Duke, Hoagy & Strayhorn
- 1995 - The Essence Part 1
- 1996 - Big Byrd - The Essence Part 2
- 1998 - Nature - The Essence Part III
- 1998 - With The Assai Quartet
- 2001 - Ahmad Jamal à l'Olympia
- 2003 - In Search Of Momentum
- 2005 - After Fajr
- 2005 - Legendary Okeh & Epic Recordings (1951-1955)